# Иксель
Э́лсене (нидерл. Elsene), или Иксе́ль (фр. Ixelles) — одна из девятнадцати коммун, образующих вместе Брюссельский столичный регион. Иксель расположен в центральной части брюссельской агломерации. Население коммуны — 78 тыс. человек.
Иксель разделён на две части бульваром Луизы (нидерл. Louizalaan, фр. Avenue Louise), который входит в состав Брюсселя. Таким образом часть Икселя к западу от бульвара Луизы является анклавом.

## История
До революции в 1478 году война между Людовиком XI во Франции и Максимилианом I, императором Священной Римской империи, принесла разрушения аббатству и его окрестностям.

## Достопримечательности
- Аббатство Камбр
- Кладбище Икселя
- Мастерская стекольщика Штернера

## Известные уроженцы и жители
- Ниль Дофф (1858—1942) — бельгийская писательница.
- Камилл Лемонье (1844—1913) — бельгийский писатель, искусствовед и критик. Один из организаторов «Молодой Бельгии».
- Одри Хепбёрн (1929—1993) — британская  актриса, фотомодель и гуманитарный деятель.
- Хулио Кортасар (1914—1984) — аргентинский писатель.
- Грегуар Леруа (1862—1941) — бельгийский поэт, писатель, живописец и критик.
- Урсула фон дер Ляйен (род. 1958) — немецкий и европейский политический деятель, председатель Европейской комиссии (с 2019).